# Ebi Smolarek
Euzebiusz "Ebi" Smolarek (phát âm tiếng Ba Lan: [ɛu̯ˈzɛbjuʂ smɔˈlarɛk]; sinh ngày 9 tháng 1 năm 1981) là một cựu cầu thủ bóng đá chuyên nghiệp người Ba Lan hiện đang làm huấn luyện viên đội trẻ của câu lạc bộ Feyenoord ở Hà Lan.
Anh thi đấu chủ yếu ở vị trí tiền đạo hoặc tiền vệ cánh, từng chơi bóng cho các câu lạc bộ ở Hà Lan, Đức, Tây Ban Nha, Anh, Hy Lạp, Ba Lan và Qatar.
Smolarek có 47 lần khoác áo tuyển quốc gia Ba Lan, ghi 19 bàn thắng chính thức, nhiều thứ 10 trong lịch sử đội tuyển nước này. Anh cũng là tuyển thủ Ba Lan tham dự Giải vô địch bóng đá thế giới 2006 và Giải vô địch bóng đá châu Âu 2008.

## Sự nghiệp cấp câu lạc bộ
Sinh ra tại Łódź, Smolarek lớn lên ở Hà Lan, nơi cha anh, ông Włodzimierz Smolarek chơi bóng tại giải Eredivisie và sau đó làm huấn luyện viên. Smolarek từng trải qua thời gian tập luyện tại hệ thống đào tạo trẻ của Feyenoord và tìm đường lên đội một.
Ngày 24 tháng 8 năm 2007, Smolarek ký hợp đồng với câu lạc bộ Racing de Santander với mức phí 4,8 triệu euro.

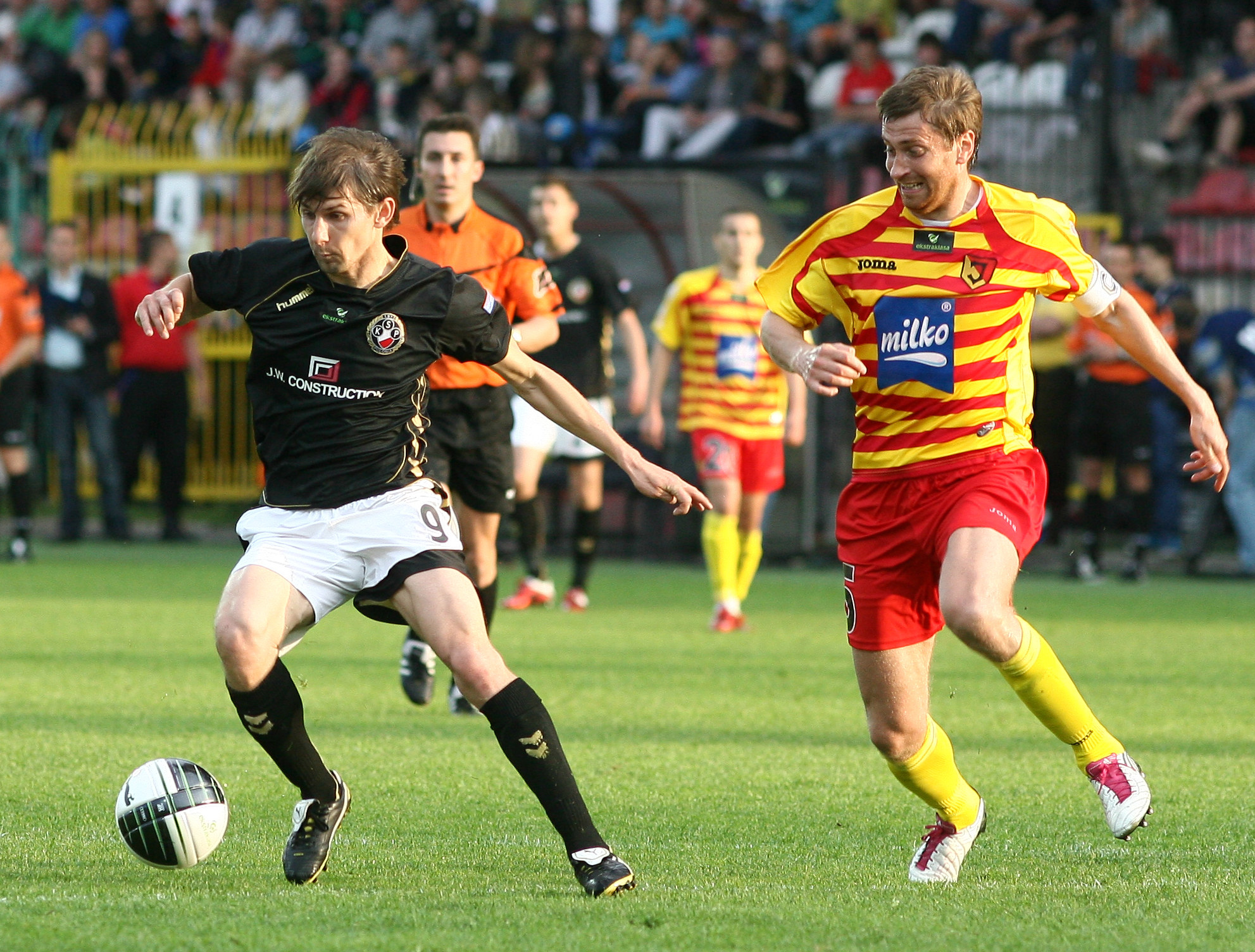
Smolarek (trái) và Andrius Skerla

Ngày 29 tháng 8 năm 2008, Racing đem Smolarek cho Bolton Wanderers mượn trong một mùa giải, kèm điều khoản ký hợp đồng dài hạn. Smolarek có trận ra mắt câu lạc bộ mới ở trận thua 3–1 trước Arsenal vào ngày 20 tháng 9 năm 2008.
Ngày 3 tháng 1 năm 2009, Smolarek ghi bàn thắng đầu tiên và duy nhất cho Bolton tại vòng 3 của Cúp FA trong trận làm khách của Sunderland nhưng ở cuối mùa giải đó câu lạc bộ quyết định không gia hạn hợp đồng cho mượn. Ngày 10 tháng 8 năm 2009 anh bị Racing thanh lý.
Mặc dù nhận được sự quan tâm từ một số câu lạc bộ ở Bundesliga vào đầu mùa giải 2009–10, Smolarek đã ký hợp đồng vào ngày 14 tháng 12 năm 2009 với Kavala cho đến 30 tháng 6 năm 2012. Ngày 25 tháng 7 năm 2010, anh và câu lạc bộ nhất trí hủy hợp đồng trước thời hạn. Sau đó anh ký hợp đồng dài 2 năm với Polonia Warsaw vào ngày 27 tháng 7 năm 2010. Ngày 29 tháng 7 năm 2011, Smolarek đồng ý hủy hợp đồng với Polonia do nghi ngại về khả năng tài chính của câu lạc bộ.
Smolarek cũng từng đầu quân cho câu lạc bộ Jagiellonia Białystok ở giải Ekstraklasa.

## Thống kê sự nghiệp

### Câu lạc bộ
| Câu lạc bộ              | Mùa                | Giải               | Giải    | Giải      | Cúp     | Cúp       | Cúp châu Âu | Cúp châu Âu | Tổng cộng | Tổng cộng |
| Câu lạc bộ              | Mùa                | Hạng đấu           | Số trận | Bàn thắng | Số trận | Bàn thắng | Số trận     | Bàn thắng   | Số trận   | Bàn thắng |
| ----------------------- | ------------------ | ------------------ | ------- | --------- | ------- | --------- | ----------- | ----------- | --------- | --------- |
| Feyenoord               | 2000–01            | Eredivisie         | 25      | 3         | 0       | 0         | 2           | 0           | 27        | 3         |
| Feyenoord               | 2001–02            | Eredivisie         | 19      | 2         | 1       | 0         | 7           | 0           | 27        | 2         |
| Feyenoord               | 2002–03            | Eredivisie         | 0       | 0         | 0       | 0         | 0           | 0           | 0         | 0         |
| Feyenoord               | 2003–04            | Eredivisie         | 21      | 7         | 0       | 0         | 1           | 0           | 22        | 7         |
| Feyenoord               | 2004–05            | Eredivisie         | 3       | 0         | 0       | 0         | 0           | 0           | 3         | 0         |
| Feyenoord               | Tổng cộng          | Tổng cộng          | 68      | 12        | 1       | 0         | 10          | 0           | 79        | 12        |
| Borussia Dortmund       | 2004–05            | Bundesliga         | 15      | 3         | 0       | 0         | 4           | 0           | 19        | 3         |
| Borussia Dortmund       | 2005–06            | Bundesliga         | 34      | 13        | 1       | 0         | 2           | 0           | 37        | 13        |
| Borussia Dortmund       | 2006–07            | Bundesliga         | 30      | 9         | 2       | 0         | 0           | 0           | 32        | 9         |
| Borussia Dortmund       | 2007–08            | Bundesliga         | 2       | 0         | 1       | 1         | 0           | 0           | 3         | 1         |
| Borussia Dortmund       | Tổng cộng          | Tổng cộng          | 81      | 25        | 4       | 1         | 6           | 0           | 91        | 26        |
| Racing Santander        | 2007–08            | La Liga            | 34      | 4         | 6       | 2         | –           | –           | 40        | 6         |
| Bolton Wanderers (loan) | 2008–09            | Premier League     | 12      | 0         | 1       | 1         | –           | –           | 13        | 1         |
| Kavala                  | 2009–10            | Super League       | 15      | 3         | 3       | 0         | –           | –           | 18        | 3         |
| Polonia Warsaw          | 2010–11            | Ekstraklasa        | 23      | 7         | 3       | 0         | –           | –           | 26        | 7         |
| Al-Khor                 | 2011–12            | Stars League       | 10      | 3         | 0       | 0         | –           | –           | 10        | 3         |
| ADO Den Haag            | 2011–12            | Eredivisie         | 12      | 2         | 0       | 0         | –           | –           | 12        | 2         |
| Jagiellonia             | 2012–13            | Ekstraklasa        | 20      | 4         | 3       | 1         | –           | –           | 23        | 5         |
| Tổng kết sự nghiệp      | Tổng kết sự nghiệp | Tổng kết sự nghiệp | 275     | 60        | 21      | 5         | 16          | 0           | 312       | 65        |

### Bàn thắng cho đội tuyển
| #   | Ngày                 | Nơi tổ chức            | Đối thủ    | Tỉ số | Kết quả | Giải đấu                                           |
| --- | -------------------- | ---------------------- | ---------- | ----- | ------- | -------------------------------------------------- |
| 1.  | 3 tháng 9 năm 2005   | Chorzów, Ba Lan        | Áo         | 3–2   | Thắng   | Vòng loại giải vô địch bóng đá 2006                |
| 2.  | 7 tháng 10 năm 2005  | Warsaw, Ba Lan         | Iceland    | 3–2   | Thắng   | Giao hữu                                           |
| 3.  | 13 tháng 11 năm 2005 | Barcelona, Tây Ban Nha | Ecuador    | 3–0   | Thắng   | Giao hữu                                           |
| 4.  | 3 tháng 6 năm 2006   | Wolfsburg, Đức         | Croatia    | 1–0   | Thắng   | Giao hữu                                           |
| 5.  | 7 tháng 10 năm 2006  | Almaty, Kazakhstan     | Kazakhstan | 1–0   | Thắng   | Vòng loại giải vô địch bóng đá châu Âu 2008 bảng A |
| 6.  | 11 tháng 10 năm 2006 | Chorzów, Ba Lan        | Bồ Đào Nha | 2–1   | Thắng   | Vòng loại giải vô địch bóng đá châu Âu 2008 bảng A |
| 7.  | 11 tháng 10 năm 2006 | Chorzów, Ba Lan        | Bồ Đào Nha | 2–1   | Thắng   | Vòng loại giải vô địch bóng đá châu Âu 2008 bảng A |
| 8.  | 2 tháng 6 năm 2007   | Baku, Azerbaijan       | Azerbaijan | 3–1   | Thắng   | Vòng loại giải vô địch bóng đá châu Âu 2008 bảng A |
| 9.  | 13 tháng 10 năm 2007 | Warsaw, Ba Lan         | Kazakhstan | 3–1   | Thắng   | Vòng loại giải vô địch bóng đá châu Âu 2008 bảng A |
| 10. | 13 tháng 10 năm 2007 | Warsaw, Ba Lan         | Kazakhstan | 3–1   | Thắng   | Vòng loại giải vô địch bóng đá châu Âu 2008 bảng A |
| 11. | 13 tháng 10 năm 2007 | Warsaw, Ba Lan         | Kazakhstan | 3–1   | Thắng   | Vòng loại giải vô địch bóng đá châu Âu 2008 bảng A |
| 12. | 17 tháng 11 năm 2007 | Chorzów, Ba Lan        | Bỉ         | 2–0   | Thắng   | Vòng loại giải vô địch bóng đá châu Âu 2008 bảng A |
| 13. | 17 tháng 11 năm 2007 | Chorzów, Ba Lan        | Bỉ         | 2–0   | Thắng   | Vòng loại giải vô địch bóng đá châu Âu 2008 bảng A |
| 14. | 10 tháng 9 năm 2008  | Serravalle, San Marino | San Marino | 2–0   | Thắng   | Vòng loại Giải vô địch bóng đá thế giới 2010       |
| 15. | 15 tháng 10 năm 2008 | Bratislava, Slovakia   | Slovakia   | 1–2   | Thua    | Vòng loại Giải vô địch bóng đá thế giới 2010       |
| 16. | 1 tháng 4 năm 2009   | Kielce, Ba Lan         | San Marino | 10–0  | Thắng   | Vòng loại Giải vô địch bóng đá thế giới 2010       |
| 17. | 1 tháng 4 năm 2009   | Kielce, Ba Lan         | San Marino | 10–0  | Thắng   | Vòng loại Giải vô địch bóng đá thế giới 2010       |
| 18. | 1 tháng 4 năm 2009   | Kielce, Ba Lan         | San Marino | 10–0  | Thắng   | Vòng loại Giải vô địch bóng đá thế giới 2010       |
| 19. | 12 tháng 10 năm 2010 | Montreal, Canada       | Ecuador    | 2–2   | Hòa     | Giao hữu                                           |

## Danh hiệu

### Câu lạc bộ
Feyenoord
- Cúp UEFA: 2001–02

### Cá nhân
- Cầu thủ bóng đá Ba Lan hay nhất năm: 2005, 2006, 2007[14]